# Meridian (Idaho)
Meridian je město ležící v okresu Ada County ve státě Idaho ve Spojených státech amerických. Po Boise je druhým největším městem ve státě, přičemž zároveň je 212. největším městem v USA. K roku 2018 šlo o jedno z nejrychleji rostoucích amerických měst co do počtu obyvatel. S městem Boise sdílí hranici na východě, s třetím největším městem státu Nampou pak sdílí hranici na západě.
K roku 2020 zde žilo 117 635 obyvatel. S celkovou rozlohou 94km² byla hustota zalidnění 1 377 obyvatel na km². Severní částí města protéká řeka Boise. Město se nachází v oblasti se semiaridním podnebím.